# RoboCop (computerspel)
RoboCop is een computerspel dat werd ontwikkeld en uitgegeven door Ocean Software en Data East. Het spel kwam in 1988 uit voor de Amiga, Apple II, Commodore 64 en ZX Spectrum. Een jaar later volgden andere homecomputers. Het spel is gebaseerd op de gelijknamige film uit 1987. De speler speelt in dit spel RoboCop. RoboCop is een overleden politieagent genaamd Alex Murphy, die half machine en half mens is. Het spel speelt zich af in de toekomst in Detroit. Criminaliteit viert hoogtij en de politiekorpsen komen handen te kort. De speler moet de straten schoonvegen en achter Clarence Boddicker aan, de misdaadbaas die de politieagent neerschoot. Voor een groot deel speelt dit spel als een zijwaarts scrollend actiespel. RoboCop kan burgers die onbewapend zijn slaan en schieten naar bewapende burgers. In het spel zijn verschillende wapens te krijgen en het spel heeft ook diverse power-ups om leven of energie aan te vullen. Het perspectief van het spel is in de eerste en derde persoon.

## Platforms
| Jaar | Platform                                                 |
| ---- | -------------------------------------------------------- |
| 1988 | Apple II, Arcade, Commodore 64, ZX Spectrum              |
| 1989 | Amiga, Amstrad CPC, Atari ST, DOS, MSX, NES, TRS-80 CoCo |
| 1990 | Game Boy                                                 |

## Ontvangst
| Beoordeeld door          | Platform | Datum          | Score |
| ------------------------ | -------- | -------------- | ----- |
| Zzap!                    | Amiga    | mei 1989       | 92%   |
| The Games Machine (GB)   | Amiga    | mei 1989       | 90%   |
| Amiga Mania              | Amiga    | maart 1992     | 80%   |
| Joystick (Frans)         | NES      | januari 1991   | 75%   |
| Amiga Format             | Amiga    | oktober 1989   | 73%   |
| Power Play               | Atari ST | augustus 1989  | 72%   |
| Amiga User International | Amiga    | oktober 1989   | 70%   |
| Just Games Retro         | NES      | 17 april 2001  | 70%   |
| ST Format                | Atari ST | september 1989 | 56%   |
| The Video Game Critic    | NES      | 24 april 2005  | 50%   |